# Уксянська сільська рада
Укся́нська сільська рада (рос. Уксянский сельский совет) — сільське поселення у складі Далматовського району Курганської області Росії.
Адміністративний центр — село Уксянське.
Населення сільського поселення становить 2658 осіб (2017; 3063 у 2010, 3550 у 2002).
31 жовтня 2018 року до складу сільського поселення були включені території ліквідованих Любимовської сільської ради (село Любимово, присілок Брюхово, площа 150,50 км²) та Юровської сільської ради (село Юровка, площа 47,08 км²).

## Склад
До складу сільського поселення входять:
| Населений пункт   | Населення, осіб (2002) | Населення, осіб (2010) |
| ----------------- | ---------------------- | ---------------------- |
| Брюхово, присілок | 65                     | 32                     |
| Любимово, село    | 1051                   | 885                    |
| Уксянське, село   | 2163                   | 1956                   |
| Юровка, село      | 271                    | 190                    |